# Граната Гэммона
Граната Гэммона (англ. Gammon Bomb, дословно — бомба Гэммона; официальное наименование — Grenade No. 82 с англ. — «Граната No. 82») — британская ручная граната изменяемой мощности времён Второй мировой войны, разработанная в 1941 году капитаном Ричардом С. Гэммоном. Предназначена для поражения живой силы, бронетехники и сооружений противника. Цели достигает за счёт броска рукой человека. Использование дефицитной в условиях войны пластичной взрывчатки обусловило сравнительно небольшие объёмы её производства (несколько тысяч штук) и применение, преимущественно, британскими коммандос и воздушно-десантными войсками.

## Описание

### История создания
После того, как в 1940 году британцам пришлось бросить в Дюнкерке почти всю противотанковую артиллерию, для обороны островов от возможного немецкого вторжения срочно требовалось восстановить арсенал средств борьбы с танками противника. Одним из них, стала так называемая «липкая бомба», спешено разработанная в том же году, запущенная в массовое производство и принятая на вооружение в качестве противотанковой гранаты ополчения. Однако её низкие эффективность и надёжность в сочетании с повышенной взрывоопасностью были неприемлемы для войск специального назначения — коммандос и воздушных десантников. В качестве замены «липкой бомбе» капитан 1-го парашютного батальона Ричард С. Гэммон, имевший ранение и Военный крест за бои в Северной Африке, предложил в 1941 году гранату собственной разработки. Его идея состояла в том, чтобы создать простой, надёжный и лёгкий боеприпас, позволяющий, в зависимости от решаемой задачи, гибко менять мощность и тип заряда на основе пластичного взрывчатого состава «С», уже входившего к тому времени в стандартный боекомплект десантников. Предложенная им конструкция была принята и после испытаний запущена в производство. Она оказалась настолько удачной, что быстро завоевала популярность среди солдат, которые дали ей имя в честь разработчика — «граната Гэммона». Официальное наименование — «граната No. 82», было практически неизвестно в войсках.

### Устройство
Конструктивно ручная граната Гэммона представляет собой матерчатый мешок, или точнее — широкий рукав, один конец которого заправлен в круглую металлическую крышку, а другой стягивается тесьмой. Изнутри мешка в крышку вкручивается цилиндрический усилитель детонатора, в который вставлялся детонатор, а снаружи — стандартный всенаправленный контактный взрыватель No. 247, которым также снаряжались ручные No. 69, противотанковые No. 73, фосфорные No. 77 и некоторые другие британские гранаты. Для действия против живой силы в мешок помещали небольшое количество взрывчатки — примерно половину стандартного армейского блока (англ. Stick), а также, при наличии, поражающие элементы типа картечи. Против бронетехники или иных бронированных целей, мешок мог быть целиком заполнен взрывчатым веществом (около 900 грамм), что создавало необычайно мощную фугасную гранату, бросать которую было безопасно только из надёжного укрытия. Такая конструкция по принципу «сделай сам» (англ. do-it-yourself) является уникальной для гранат, когда-либо официально принятых на вооружение.

### Принцип действия
Использование гранаты Гэммона было очень простым. После того, как матерчатый мешок снаряжён взрывчаткой, а детонатор установлен на место, следовало отвернуть и выбросить бакелитовую крышку взрывателя. Под ней обнаруживалась прочная брезентовая лента длиной 4,5 дюйма (114,3 миллиметра), навитая на взрыватель. Один конец ленты крепился к предохранительной чеке, вставленной в отверстие в корпусе взрывателя и удерживающей его ударник, а свободный конец был утяжелён изогнутым свинцовым грузиком. Придерживая пальцем грузик (чтобы лента не размоталась преждевременно), нужно было метнуть гранату в цель. В полёте грузик под действием набегающего потока воздуха и силы тяжести разматывал ленту и выдёргивал чеку из взрывателя. Это высвобождало внутри взрывателя тяжёлый свинцовый шарик и ударник, который теперь от капсюля удерживала только слабая пружина. Таким образом, в полёте происходило взведение всенаправленного взрывателя с четырёхсекундной задержкой. От удара о препятствие (цель), шарик резко смещался и, сжимая пружину, накалывал ударником капсюль-воспламенитель, который поджигал детонатор. Тот, в свою очередь, вместе с усилителем создавал взрывную волну, достаточно мощную, чтобы привести в действие основное взрывчатое вещество в мешке. Граната Гэммона взрывалась от столкновения с целью мгновенно, без какой-либо задержки. Иногда в целях безопасности подрыв гранаты производили дистанционно — выстрелом из винтовки.

### История применения

Британские офицеры обследуют подбитый немецкий танк PzKpfw IV, аналогичный уничтоженным в ходе операции «Дэдстик».
Франция, 11 июня 1944 года.

Гранаты Гэммона стали поступать в войска в мае 1943 года. В первую очередь ими были вооружены подразделения специального назначения, такие, как воздушный десант, для которых пластичная взрывчатка стала к тому времени привычным элементом боекомплекта. Они оценили компактность и малый вес не снаряжённой гранаты, а также гибкость её применения, поскольку после десантирования эти подразделения могли рассчитывать лишь на те объёмы боеприпасов, которые несли на себе сами. Эффективность против бронетехники снискала ей среди парашютистов славу «ручной артиллерии». Так, в 1943 году в Северной Африке бойцы 1-й парашютной бригады в ходе атаки из засады на немецкую автоколонну уничтожили гранатами Гэммона две разведывательные машины, которые полностью сгорели вместе с экипажами (по четыре человека в каждой).
6 июня 1944 года во время операции «Дэдстик», одной из многих, предварявших высадку в Нормандии, британские десантники подбили 14 из 17 атаковавших их немецких танков PzKpfw IV, большей частью, с помощью гранат Гэммона. В тот же день парашютисты, захватившие Мервильскую батарею, столкнулись с необходимостью уничтожить вражеские дальнобойные гаубицы, не имея специальной взрывчатки и сапёрного снаряжения. Чтобы выполнить свою задачу, они были вынуждены импровизировать и с успехом применили пластит из личной экипировки, предназначенный для снаряжения гранат Гэммона.
Когда в августе того же года началось вторжение Союзников в южную Францию, десантникам 5-го парашютного батальона была поставлена задача пресечь любое передвижение войск противника в направлении плацдарма высадки на пляже. Для этого они заняли позиции в кронах деревьев, нависающих над подъездными дорогами, вооружившись гранатами Гэммона, снаряжёнными в качестве поражающего элемента простой щебёнкой. Брошенная в открытый кузов грузовика с солдатами, такая граната производила опустошительный эффект.
Также очень популярным было разогреть на небольшой порции пластичной взрывчатки кружку кофе из армейского сухого пайка, так называемого К-рациона. Состав «C» горел быстро и без дыма, что позволяло десантникам приготовить горячее питьё без риска демаскировать свою позицию.
Граната Гэммона активно использовалась вплоть до окончания войны в 1945 году. К началу 1950-х годов признана полностью устаревшей, а её запасы — уничтожены. Сохранившиеся экземпляры представляют собой, в основном, неразорвавшиеся боеприпасы, найденные на местах боевых действий, либо экспонаты из коллекций военных музеев.

## Комментарии
1. ↑  Некоторое количество гранат Гэммона было так же передано Отрядам местной обороны и Движению сопротивления[2]
2. ↑  Термин всенаправленный (англ. all-ways fuze) означал, что взрыватель гарантированно сработает при столкновении с целью любой стороной, в то время как обычные контактные взрыватели требуют попадания каким-то одним местом[4].
3. ↑  Позднее в ходе войны в целях безопасности гранатомётчика длина ленты была увеличена так, чтобы задержка составляла 7 секунд. Однако большинство пользователей, несмотря на риск, предпочитали прежнюю задержку в 4 секунды и укорачивали ленту самостоятельно[1].

### Книги
- Hastings, Max. Das Reich : The March of the 2nd SS Panzer Division through France, June 1944 :  [англ.]. — 2. — Minneapolis  United States : Zenith Press, 2013. — ISBN 978-0-7603-4491-0.
- Beevor, Antony. D-Day : The Battle for Normandy :  [англ.]. — New York : Viking, 2009. — ISBN 978-0-670-02119-2.
- Horn, Bernd. Men of Steel : Canadian Paratroopers in Normandy, 1944 :  [англ.]. — Toronto, ON : Dundurn Press Ltd., 2010. — ISBN 978-1-55488-708-8.
- Harclerode, Peter. Wings Of War — Airborne Warfare 1918—1945 :  [англ.]. — London : Weidenfeld & Nicolson, 2005. — ISBN 0-304-36730-3.
- Ambrose, Stephen E. Pegasus Bridge : D-Day: the Daring British Airborne Raid :  [англ.]. — London : Pocket Books, 2003. — P. 233. — ISBN 978-0-7434-5068-3.

### Статьи
- Cmdt O.E.F. Baker, DWD. The Grenade with Instant Fame :  [англ.] // Military History Journal. — SA : The South African Military History Society, 1982. — Vol. 5, no. 5 (June). — ISSN 0026-4016.